# Erasmusbrug
De Erasmusbrug is naast de Willemsbrug de tweede brug over de Nieuwe Maas in het centrum van de Nederlandse stad Rotterdam. Hij is vernoemd naar de Nederlandse priester en humanist Erasmus. De brug verbindt de wijk Kop van Zuid met het centrum aan de noordzijde van de rivier.

## Geschiedenis
De Kop van Zuid was oorspronkelijk in gebruik als haventerrein. Met de verschuiving van de Rotterdamse haven naar het westen werd dit gebied eind jaren tachtig van de twintigste eeuw herontwikkeld op basis van een plan van Riek Bakker en Teun Koolhaas. Een belangrijk onderdeel van dit plan was een nieuwe brug ("Nieuwe Maasbrug") die de Kop van Zuid zou moeten ontsluiten vanaf het centrum. In de ontwerpen van Teun Koolhaas was er al sprake van een brug met één pyloon.
De eerste ontwerpen voor de brug waren van de hand van Maarten Struijs, architect van gemeentewerken, die vanaf 1987 ontwerpen voor de toekomstige brug ging maken. Het uiteindelijke ontwerp van Struijs was een zogenaamde 'vierstokkenbrug' die 325 miljoen gulden ( omgerekend €147 miljoen euro) zou moeten gaan kosten.  
In de loop van 1990 werd constructeur A. Krijgsman van ingenieursbureau ABT door de dienst Stadsontwikkeling gevraagd om het ontwerpproces te gaan begeleiden. Hij haalde er architecten Ben van Berkel (UNStudio) en Wim Quist bij, die ook ontwerpen gingen maken voor de brug. Vooral het Van Berkel-ontwerp werd goed ontvangen door Stadsontwikkeling en wethouder Joop Linthorst. De Van Berkel-brug zou duurder worden dan het ontwerp van Struijs: 365 miljoen gulden ( omgerekend 165 miljoen euro). De brug had echter wel een opvallend ontwerp: een tuibrug met een enkele geknikte pyloon.  
Het feit dat er nu dus opeens drie ontwerpen voor de brug waren (door Struijs, Quist en Van Berkel) zorgde voor wrijving, die ook in de pers terecht kwam. Struijs betoogde onder andere in een artikel in de Volkskrant dat het Van Berkel-ontwerp te veel zou lijken op de Alamillobrug in het Spaanse Sevilla van de architect Santiago Calatrava. 
Door de berichten in de pers gingen andere architecten ook ongevraagd ontwerpen indienen voor de brug, waaronder kunstenaar John Körmeling en Carel Weeber. Weeber deed een voorstel voor een boogbrug in samenwerking met Hollandia Kloos, de onderneming die hij samen had met Rob Lubbers, de broer van destijds minister-president Ruud Lubbers. 
Op 14 november 1991 koos de gemeenteraad met 31 tegen 12 stemmen voor het Van Berkel-ontwerp. De brug werd gebouwd in Vlissingen. Op 13 april 1995 kwam de kenmerkende pyloon per schip naar de Kop van Zuid en werd daar gemonteerd aan het brugdek.

## Kenmerken
De 284 meter lange tuibrug heeft een 139 meter hoge geknikte asymmetrische stalen pyloon. Hieraan dankt de brug de bijnaam "De Zwaan". Voor schepen die niet onder de tuibrug door kunnen ligt er tussen de Kop van Zuid en de pyloon een 89 meter lange basculebrug, een van de grootste en zwaarste in Europa. De brug wordt vanwege het drukke landverkeer lokaal bediend. Vanaf de brug wordt de Koninginnebrug op afstand bediend.

### Kleur en verlichting
De brug oogt wit, maar Van Berkel koos 'babyblauw':

Maar deze kleur moest het zijn, omdat lichtblauw, veel sterker dan wit, de kleuren van de omgeving aanneemt. Afhankelijk van het licht en de wolkenluchten ziet de brug er elke dag weer anders uit.

In het donker wordt de brug wit aangelicht. Bij maximaal dertig gelegenheden per jaar kunnen niet-commerciële organisaties een verzoek indienen om andere kleuren en patronen. De Hofpleinfontein wordt op dezelfde manier aangestuurd. In 2019 en 2020 kon het verlichtingssysteem misbruikt worden door iedereen die het poortnummer kende.

## Opening en daarna
Koningin Beatrix verrichtte op 4 september 1996 de officiële opening van de nieuwe oeververbinding tussen Rotterdam-Noord en -Zuid. Twee maanden later bleek dat het brugdek bij windkracht zes onverwacht begon te slingeren. Dit kwam doordat regendruppels het profiel van de tuien licht wijzigen en gevoeliger maken voor windgeïnduceerde trillingen. Om de trillingen te dempen, zijn er daarom nieuwe dempers gemonteerd. 
Midden 2004 kwam de brug in het nieuws doordat ontwerper Ben van Berkel in de openbaarheid bracht dat hij vond dat er einde moest komen aan het 'misbruik' van zijn ontwerp. Volgens hem rust er op dit soort ontwerpen ook auteursrecht; als aanbieders foto's of schaalmodellen willen verkopen, moeten zij toestemming vragen aan de auteursrechthebbende en een vergoeding betalen. Voor zover bekend geldt dit alleen als bijvoorbeeld de foto commercieel wordt geëxploiteerd of als logo wordt gebruikt; in principe geldt voor bouwwerken in Nederland panoramavrijheid.
Eind 2007 was de brug kort in het nieuws. Volgens de AIVD hadden drie Rotterdammers het plan de brug te betrekken bij een aanslag op Rotterdam.

## Evenementen
Rondom de brug vinden onder meer de evenementen Red Bull Air Race Rotterdam en de Wereldhavendagen plaats. Ook is de brug sinds 1996 onderdeel van het parcours van de Marathon Rotterdam. Deze ging voorheen over de Willemsbrug.
Een bijzonder deel van de route van Fast Forward Dance Parade was de Erasmusbrug (van 2003 tot 2006). Door de bewegende mensenmassa trilde de brug heftig mee op de muziek en dit was voelbaar.
De Erasmusbrug was op zaterdag 3 juli 2010 onderdeel van de route van de proloog van de Tour de France 2010. De volgende dag, zondag 4 juli, werd op de Erasmusbrug de officiële start gegeven van de eerste etappe van de Tour. Toenmalig (demissionair) minister-president Jan Peter Balkenende, burgemeester Ahmed Aboutaleb en Tour-directeur Christian Prudhomme knipten er het lint door.
Op 5 april 2012 maakte de Erasmusbrug deel uit van het decor van het Nederlands muzikaal-bijbels evenement The Passion. Dit evenement werd live uitgezonden door de EO en de Omroep RKK.
Tijdens het weekend van de Rotterdam Pride, die sinds 2014 jaarlijks in de laatste week van september gehouden wordt, is de Erasmusbrug in regenboogkleuren verlicht.

## Vergelijkbare bruggen
- Alamillobrug in Sevilla
- Brug bij Heusden in Heusden
- Millenniumbrug in Podgorica
- Pont de Wandre in Herstal
- Prins Clausbrug in Utrecht
- Sundial Bridge in Redding
- Snarenbrug in Jeruzalem
- Wim Letschertbrug in Geertruidenberg

## Afbeeldingen

Erasmusbrug
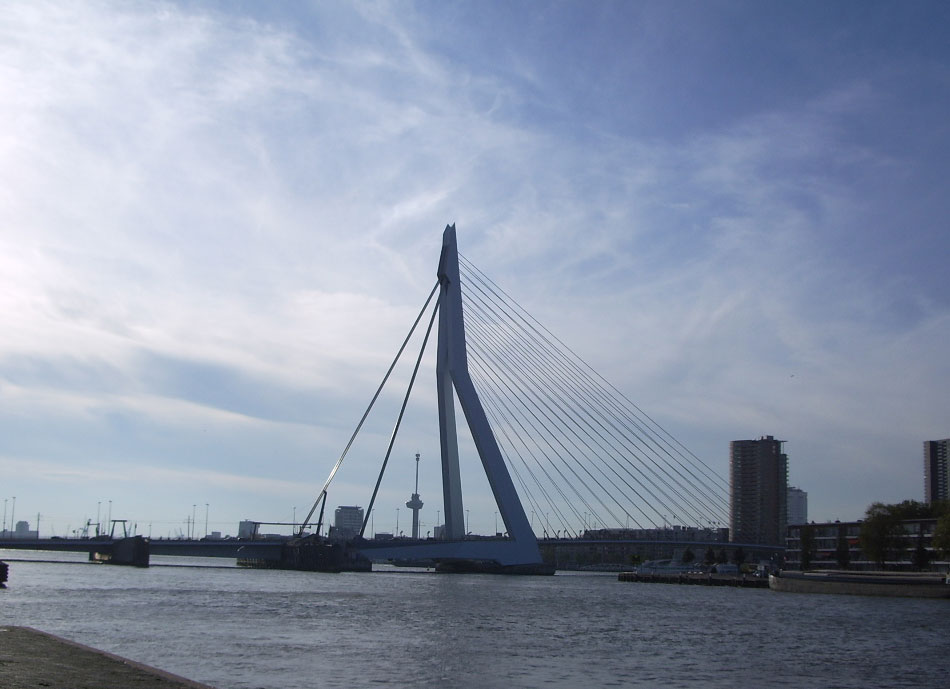
De Erasmusbrug gezien vanuit het oosten
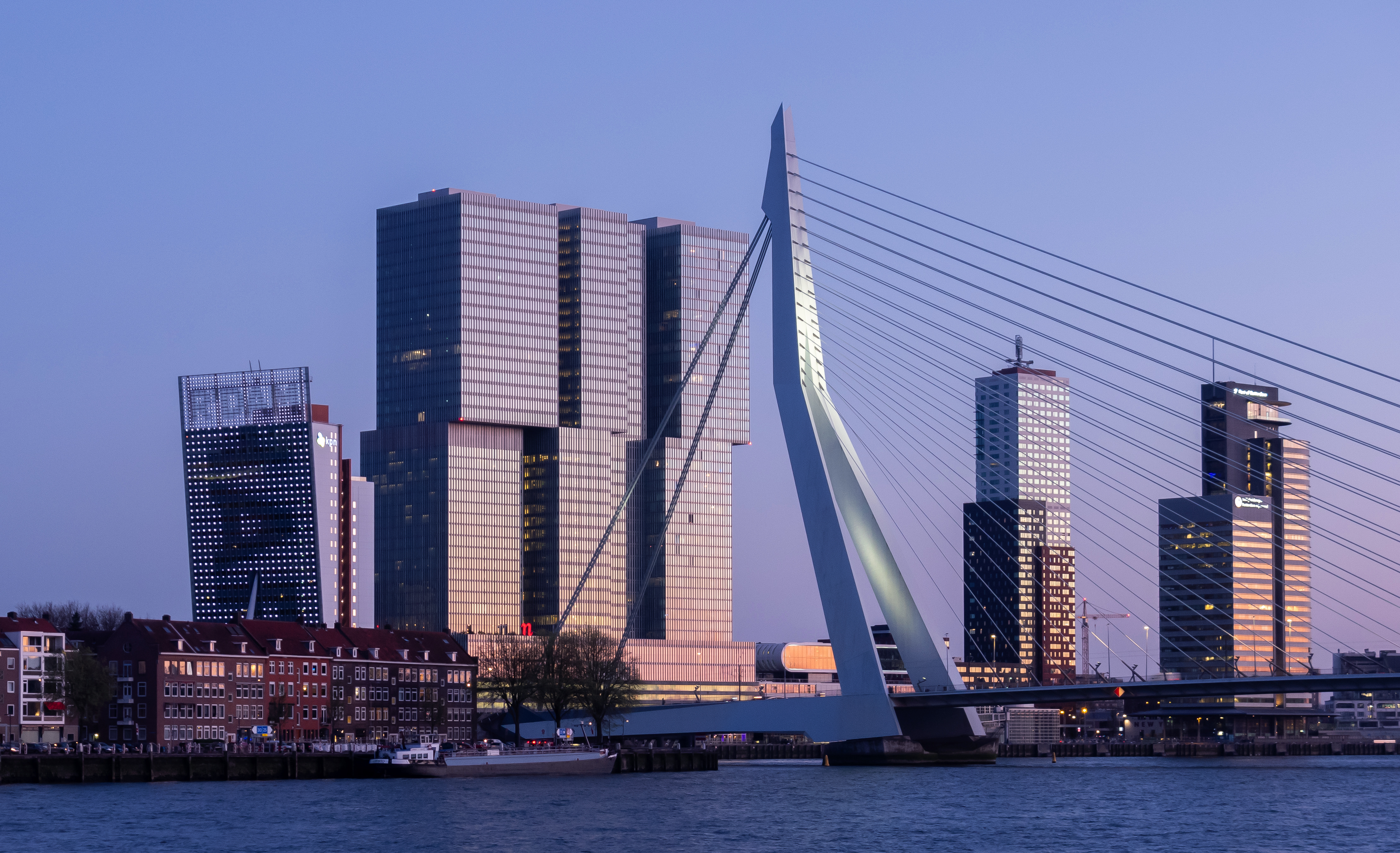
De Erasmusbrug en de Kop van Zuid
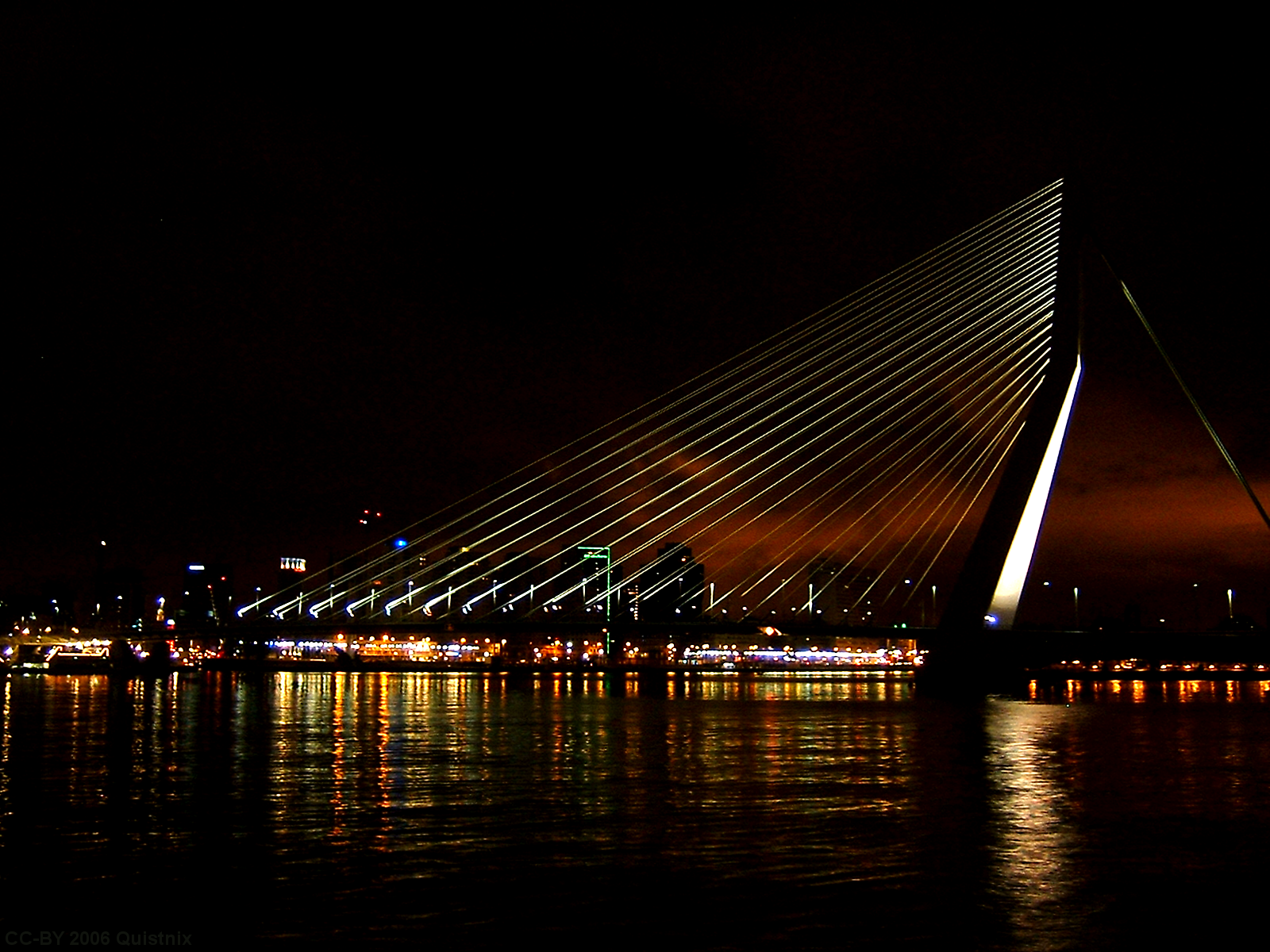
De Erasmusbrug bij avond
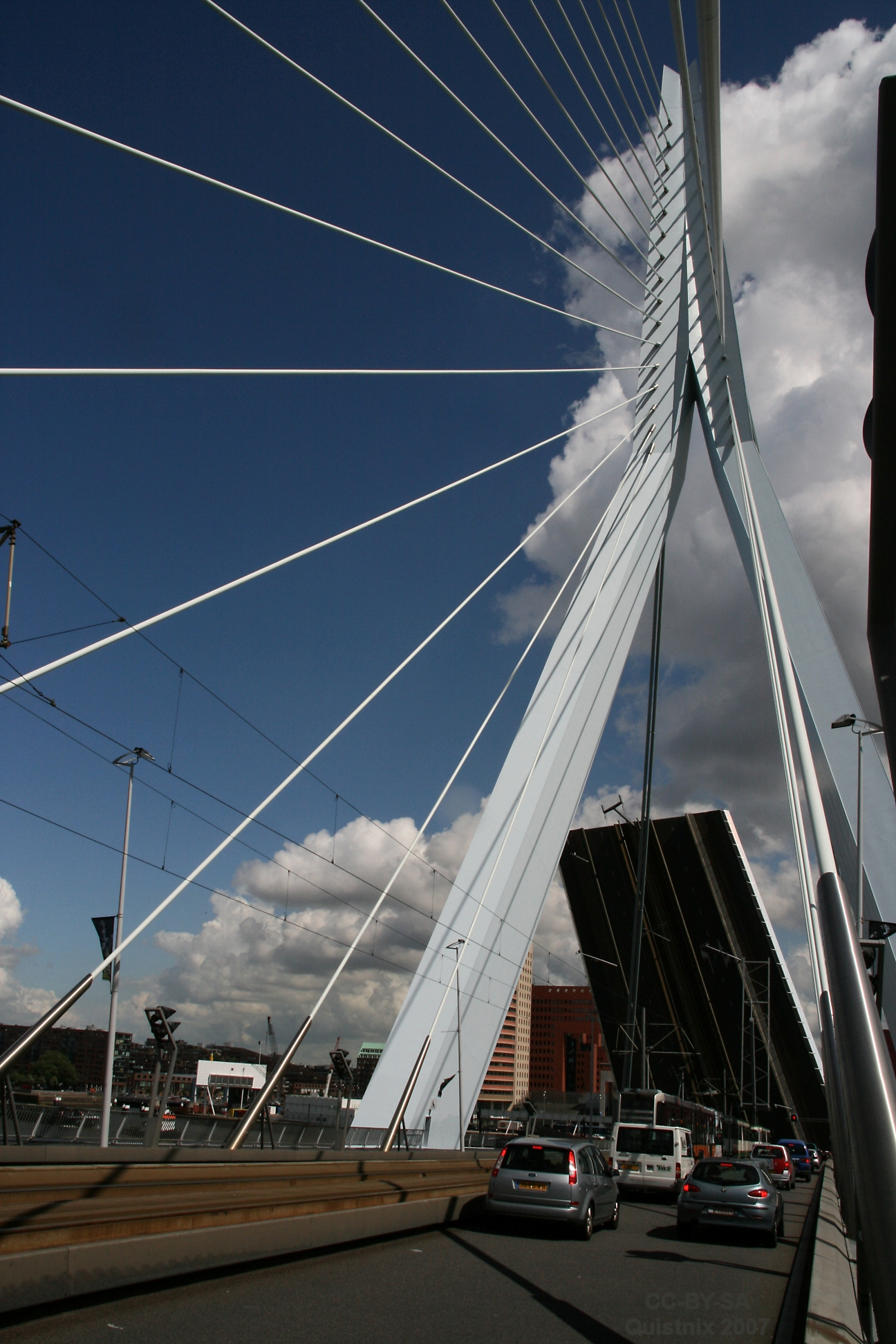
Geopende brug gezien vanaf de brug zelf
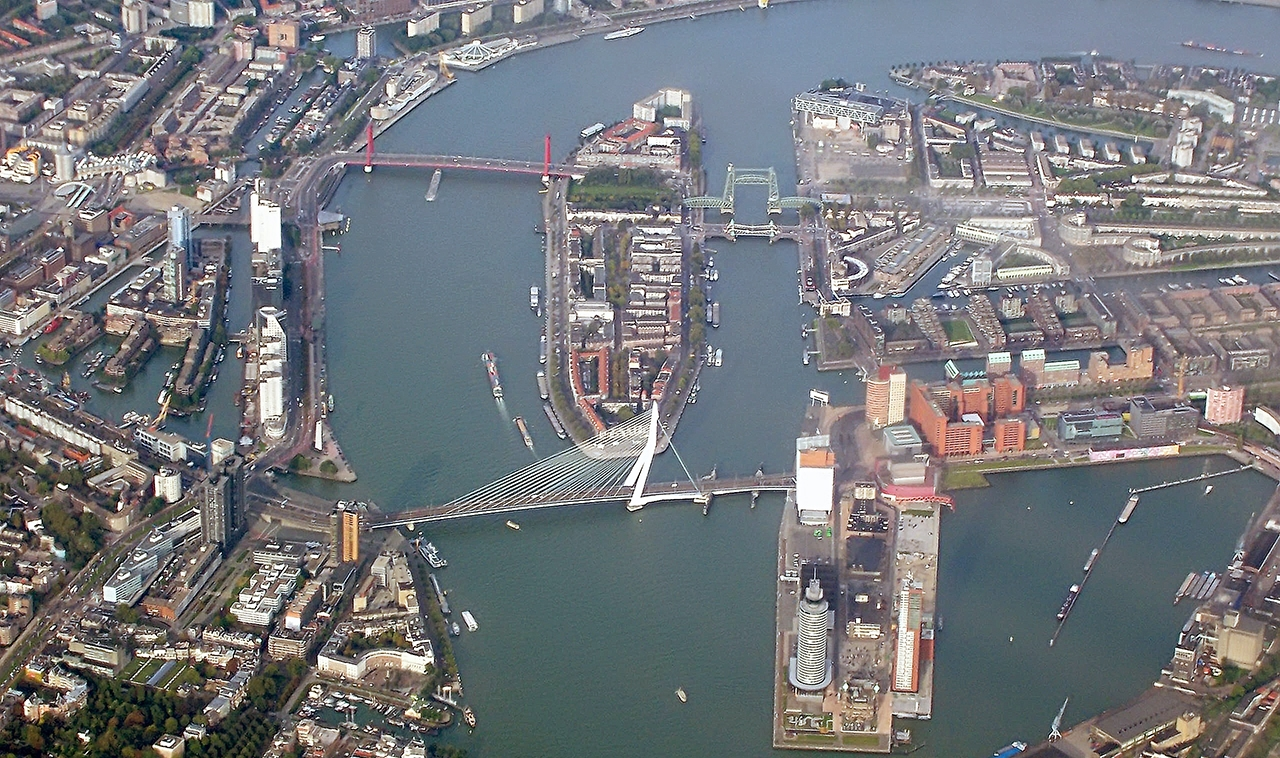
Luchtfoto, 2005
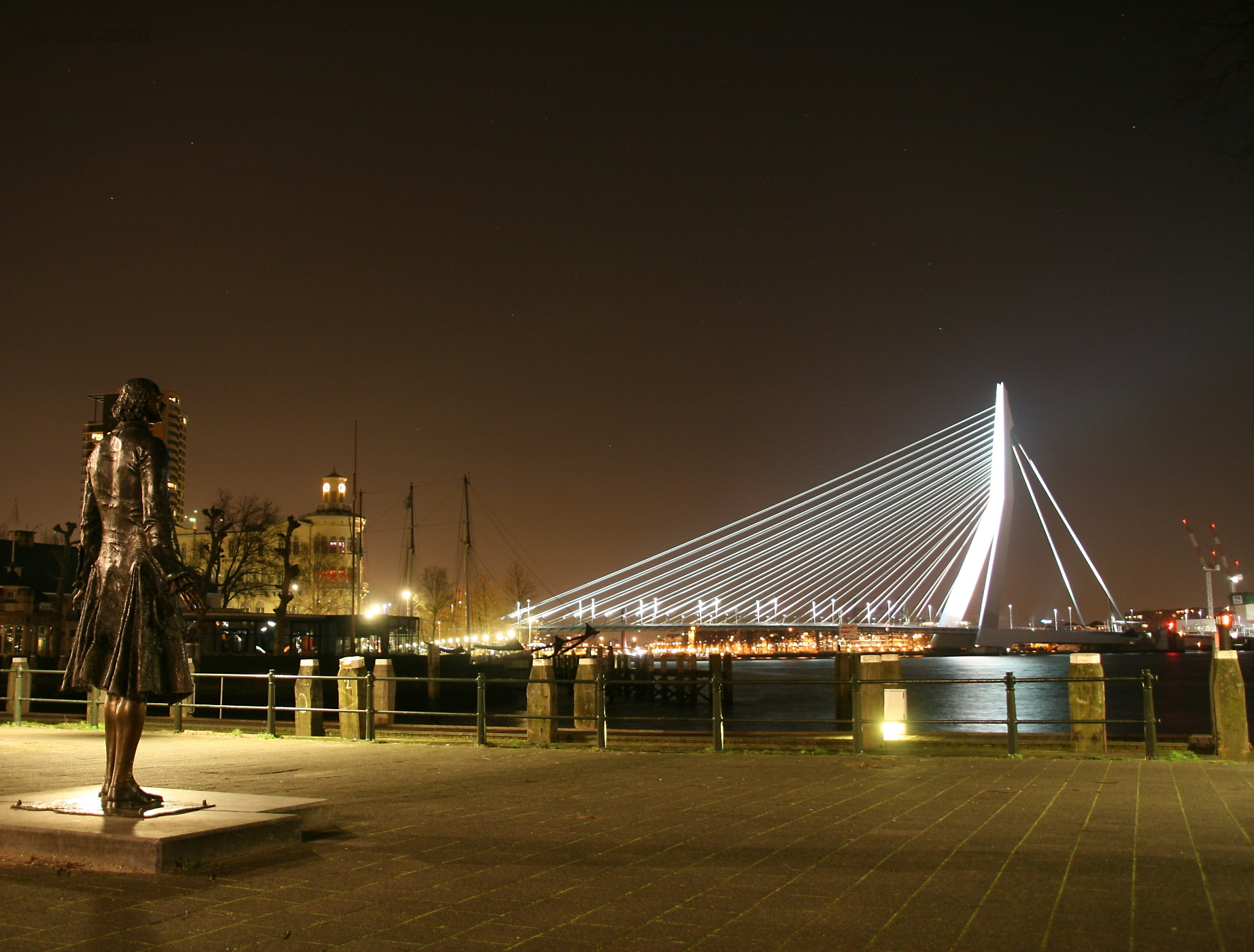
De brug gezien vanaf de Veerhaven
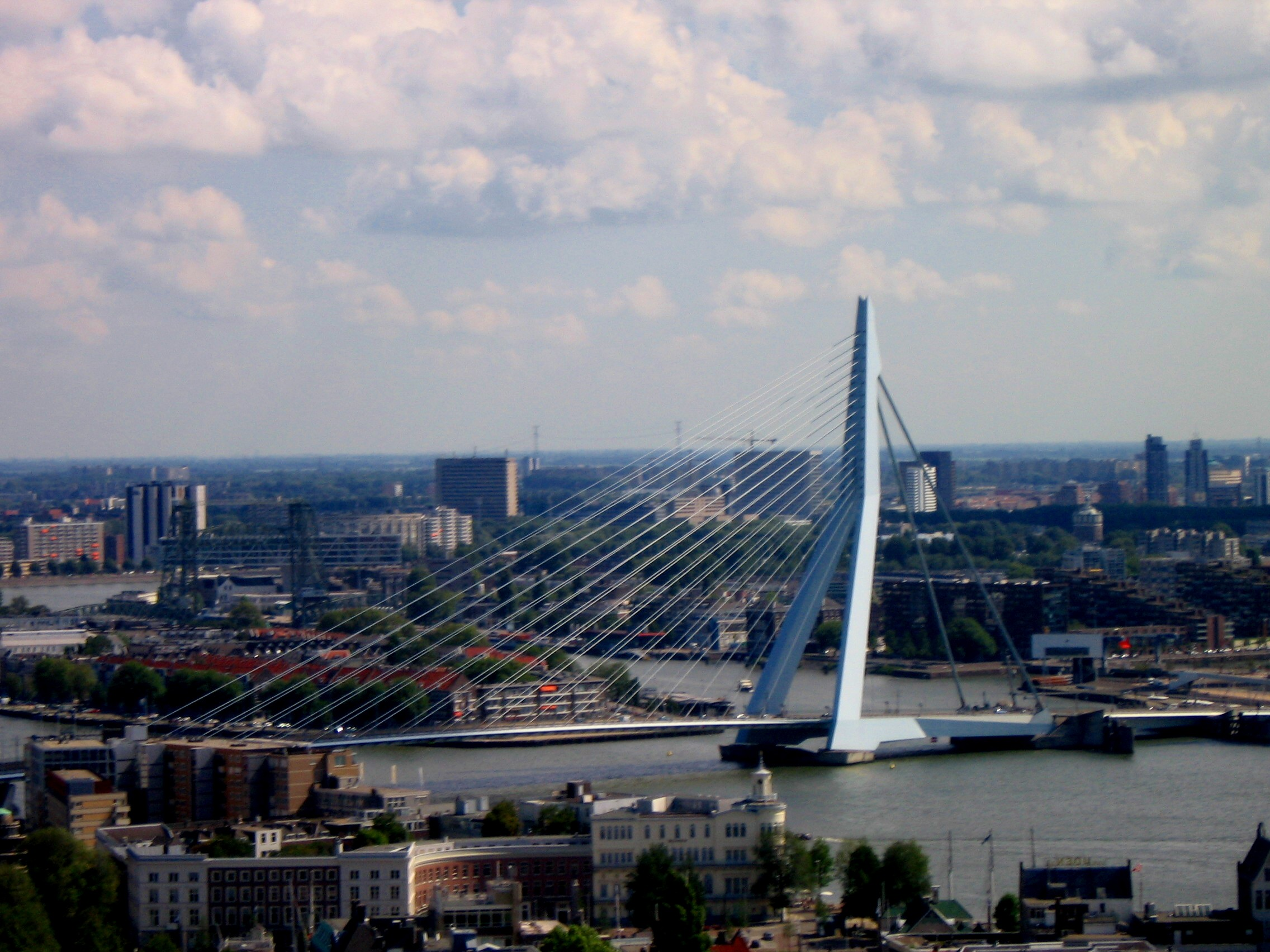
Erasmusbrug gezien vanaf de Euromast
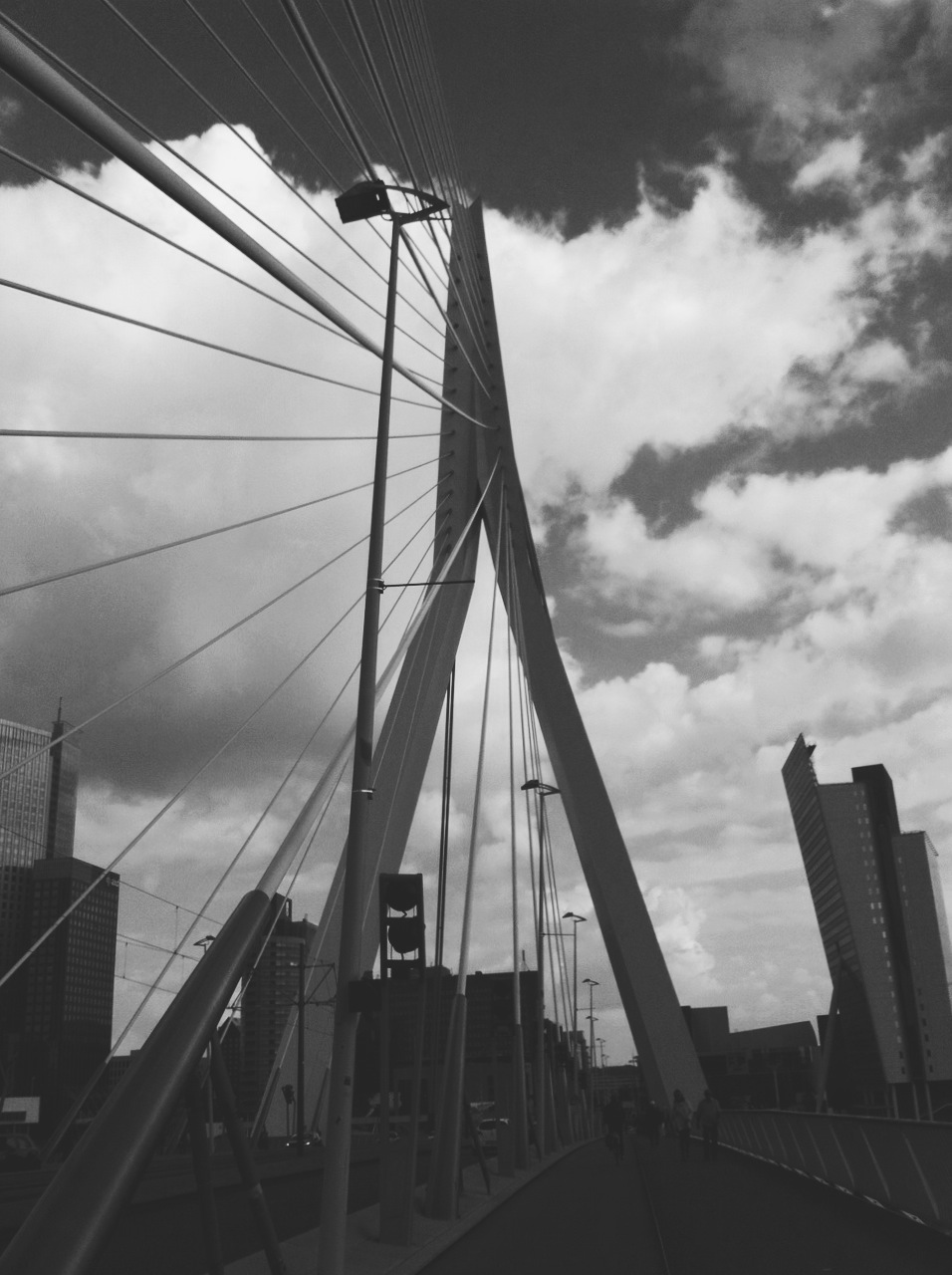
Erasmusbrug gezien vanaf de brug zelf
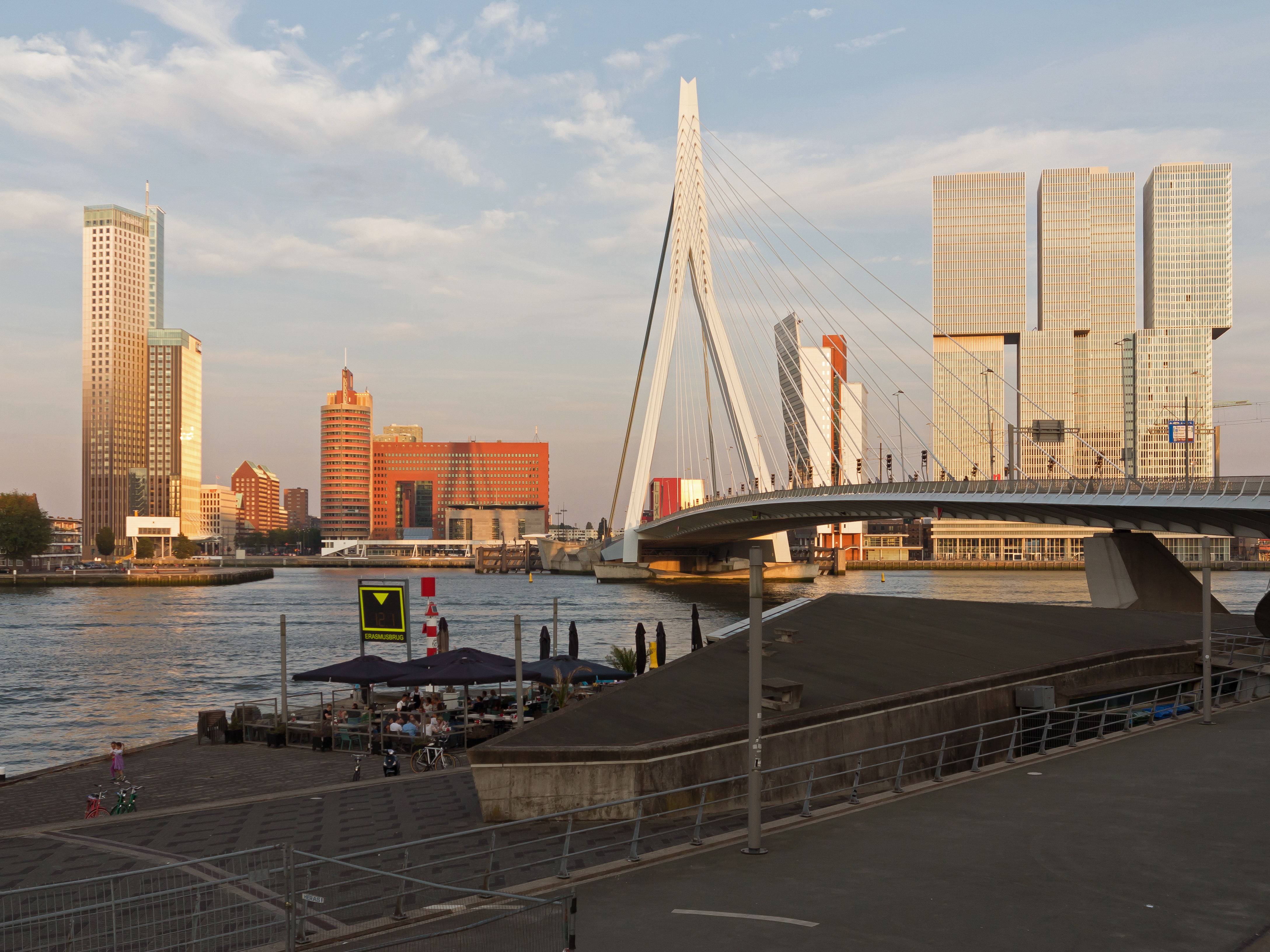
De Erasmusbrug met de Kop van Zuid
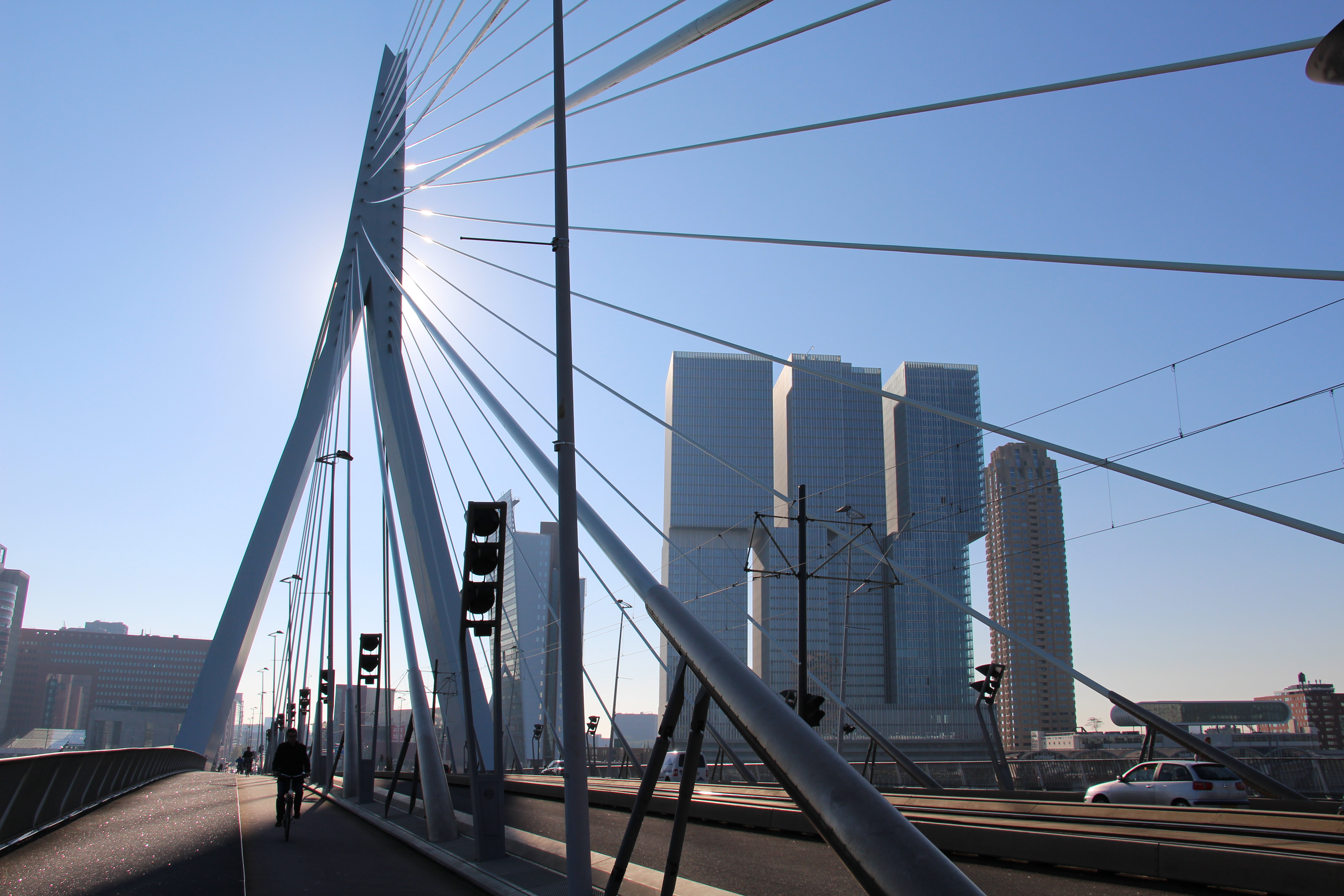
Erasmusbrug en De Rotterdam

Vergelijkbare bruggen
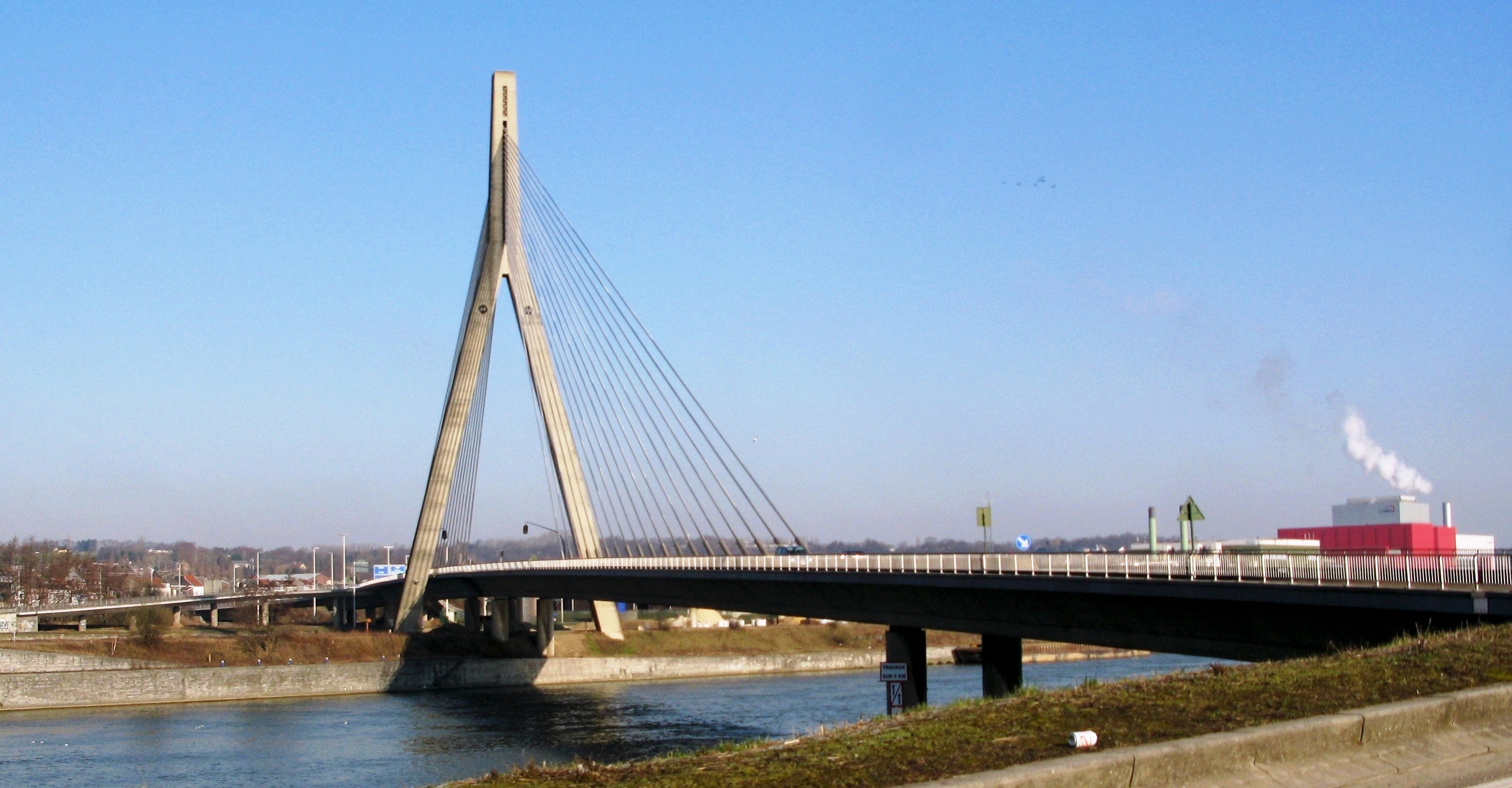
Pont de Wandre
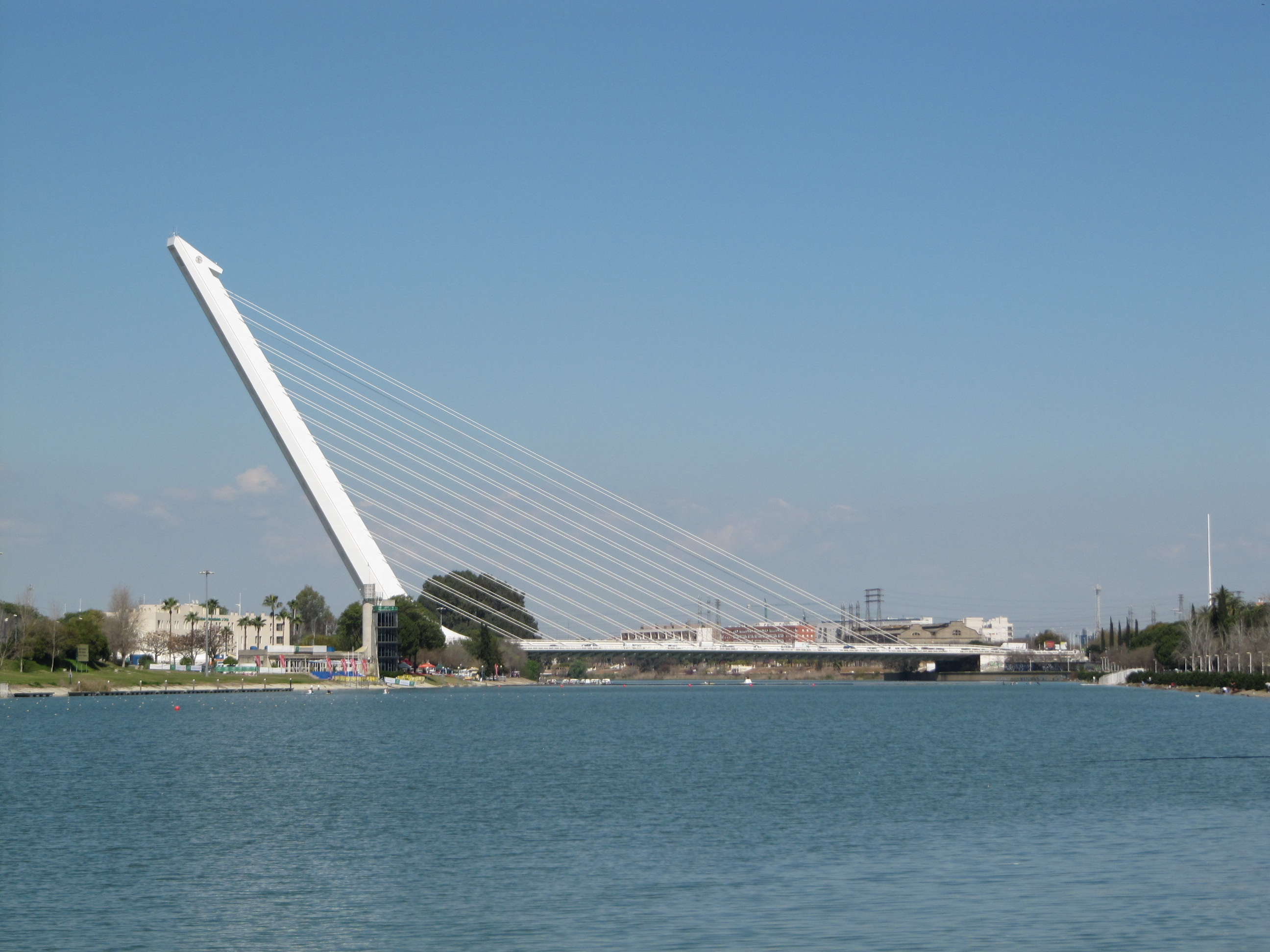
Alamillobrug
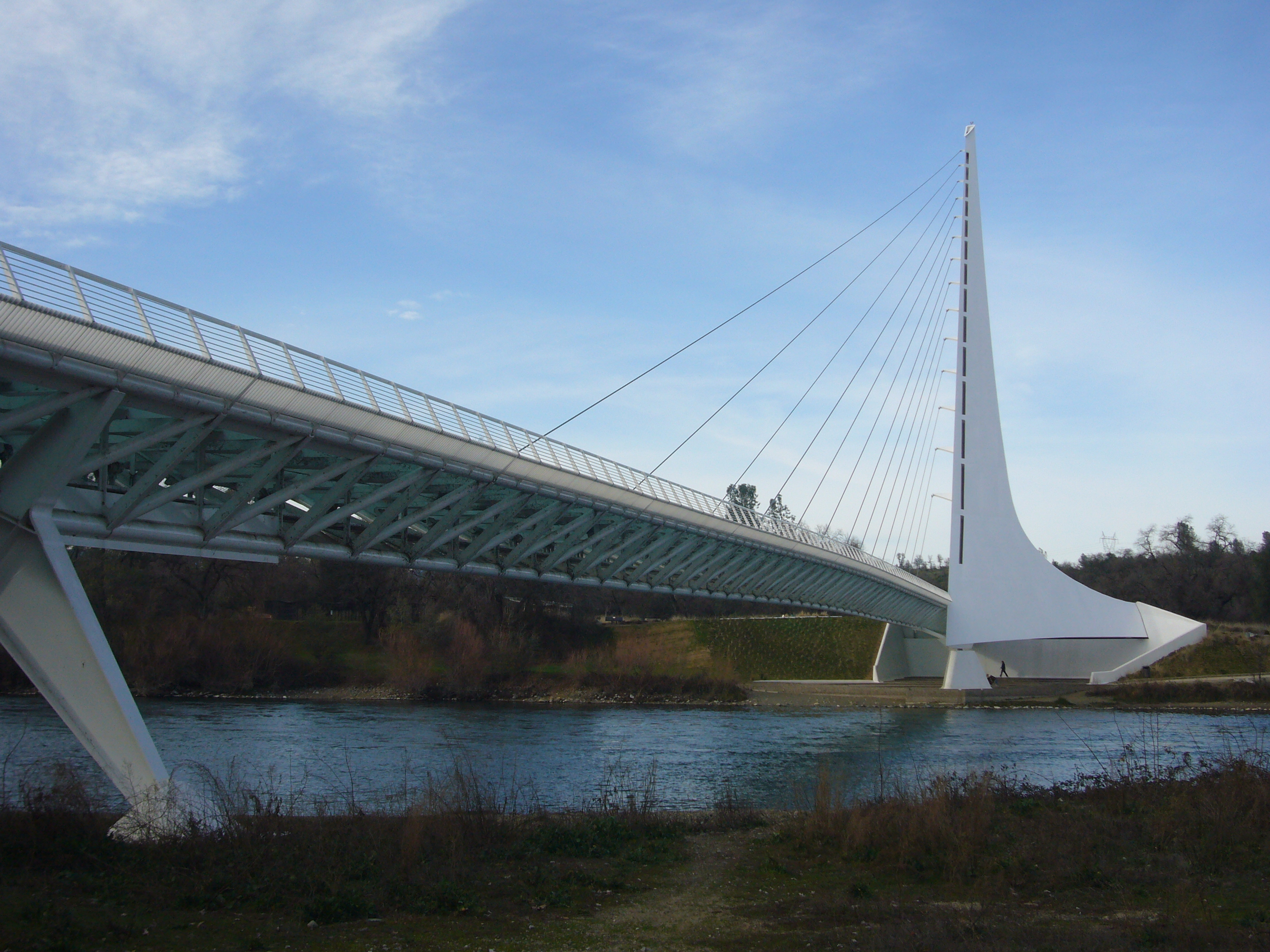
Sundial Bridge
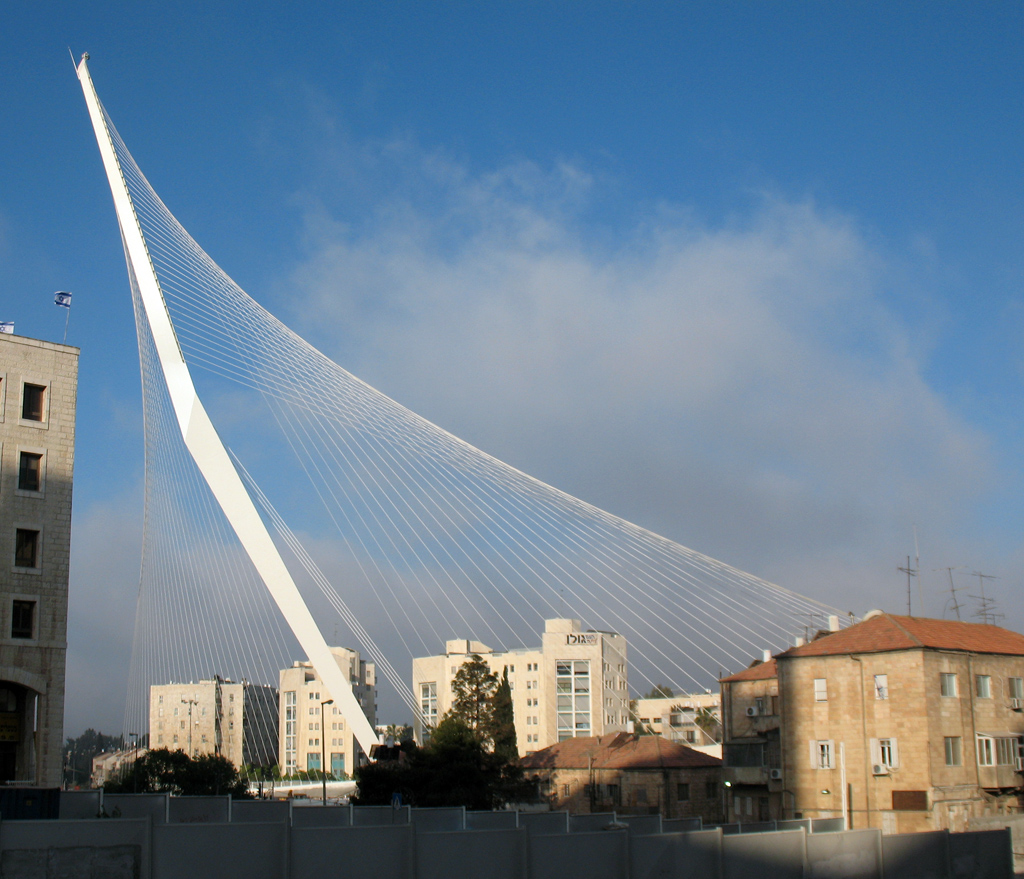
Snarenbrug
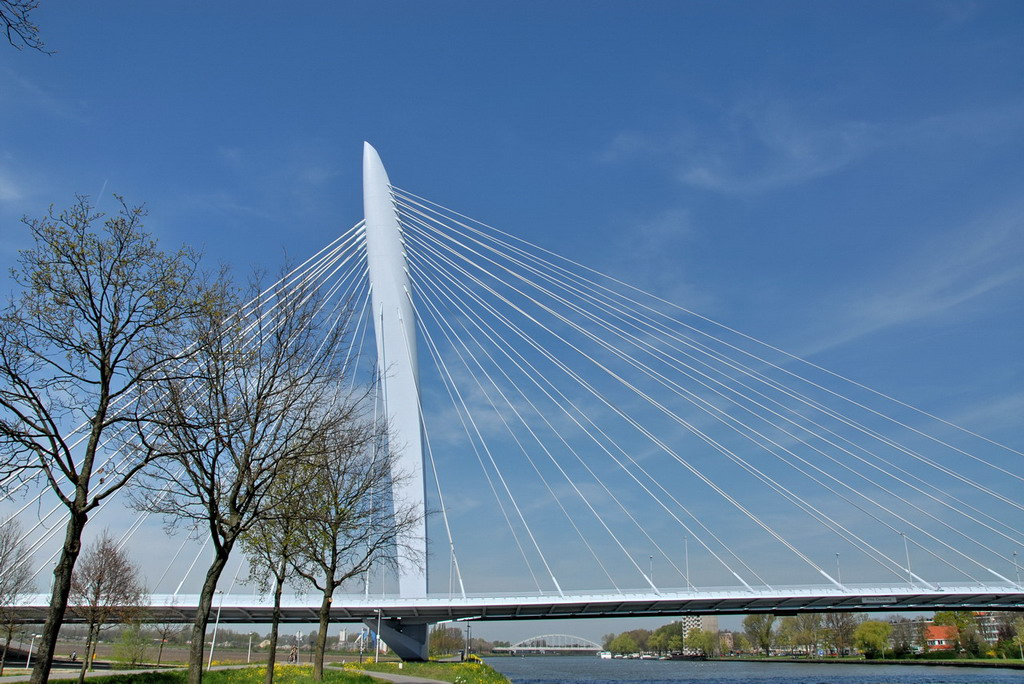
Prins Clausbrug

- Gemeinsame Normdatei: 4833495-9
- Virtual International Authority File: 315148870
- WorldCat: E39PBJyxmWBBfpTVhJYt66Pmh3